# شهرستان کنارک
شهرستان کُنارَک 

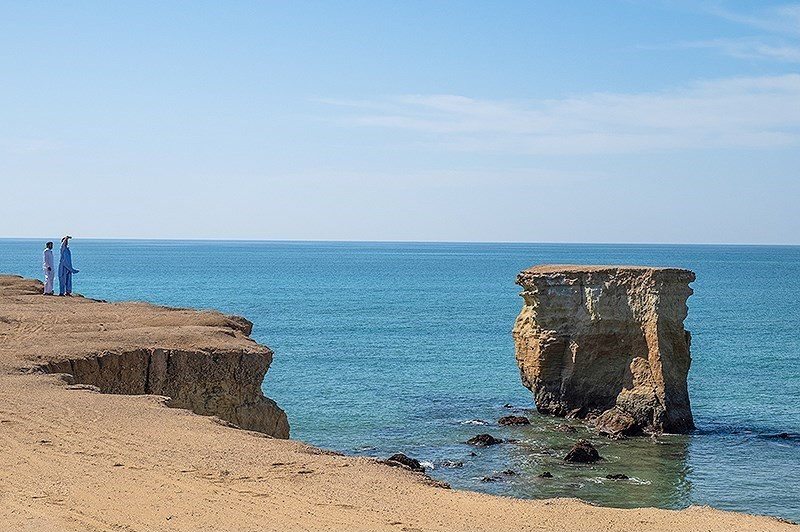
بندر تنگ

(به بلوچی: کُنَرَک) یکی از شهرستان‌های استان سیستان و بلوچستان ایران است. مرکز این شهرستان، شهر کنارک است.

## جمعیت
براساس سرشماری عمومی نفوس و مسکن در سال ۱۳۹۵، جمعیت شهرستان کنارک برابر با ۷۷٬۸۱۸ نفر بوده‌است.

## موقعیت جغرافیایی
شهرستان کُنارک با مساحتی بالغ بر ۱۱٬۵۶۷ کیلومتر و به مرکزیت شهر کنارک می‌باشد. کل جمعیت آن ۶۷۵۸۲ نفر است که از این تعداد ۴۲۱۳۹ نفر در روستا و ۲۵۴۴۳ نفر در شهر زندگی می‌کنند. در مورد وجه تسمیه این شهر آنچه که بر سر زبان‌ها باقی‌مانده این است که در این مکان درختان کنار زیادی یافت می‌شده که به همین علت این شهر کوچک بندری به کُنارک معروف گشت.

## تقسیمات کشوری
شهرستان کنارک شامل ۲ بخش، ۴ دهستان و ۲ شهر به شرح زیر است:

### شهرستان کنارک
| بخش   | مرکز بخش | جمعیت بخش ۱۳۹۵ | نام دهستان | مرکز دهستان | جمعیت دهستان ۱۳۹۵ | شهر                | جمعیت شهر ۱۳۹۵       |
| ----- | -------- | -------------- | ---------- | ----------- | ----------------- | ------------------ | -------------------- |
| مرکزی | کنارک    | ۶۴٬۶۱۹ نفر     | جهلیان     | جهلیان      | ۱۱٬۰۶۱ نفر        | کنارک شهر جدید تیس | ۴۳٬۲۵۸ نفر ***** نفر |
| مرکزی | کنارک    | ۶۴٬۶۱۹ نفر     | بانسنت     | بانسنت      | ۱۰٬۱۳۵ نفر        | کنارک شهر جدید تیس | ۴۳٬۲۵۸ نفر ***** نفر |
| کهیر  | کهیر     | ۱۳٬۱۹۹ نفر     | کهیر       | حیدرآباد    | ۷٬۳۴۱ نفر         | ****************   | ****************     |
| کهیر  | کهیر     | ۱۳٬۱۹۹ نفر     | تنگ        | بندر تنگ    | ۵٬۸۵۸ نفر         | ****************   | ****************     |

## بیمارستان ها
در این شهر دو بیمارستان دولتی امام حسین با ۲۵ تخت و بیمارستان نبوت ارتش با ۹۶ تخت در حال فعالیت هستند .

## اقتصاد و صنعت
کُنارک رشد خود را مدیون موقعیت مناسب صید و صیادی و نیز موقعیت تجاری بخصوص با کشورهای پاکستان و حوزه خلیج فارس است. وجود دو کارگاه قایق‌سازی در شهر مکمل فعالیت‌های صیادی و تجاری بوده و توان پذیرش جمعیت کُنارک را در سطحی نسبتاً بالا نگه داشته‌است. بعد از انقلاب اسلامی اجرای طرح‌های زیربنایی و توسعه بنادر و احداث اسکله‌های جدید به آن رونق بیشتری بخشیده‌است.
همچنین، نیروگاه گازی کنارک از منابع تأمین انرژی این منطقه است.

## آب و هوا
کُنارک دارای آب و هوای گرم و مرطوب است. هوای آن در اوج گرمای تابستان به علت وزش بادهای موسمی «مونسون» معتدل می‌باشد. این منطقه گرم‌ترین نقطه کشور در زمستان می‌باشد. داشتن چنین اقلیمی باعث شده‌است که محصولات کشاورزی فراوانی همچون چیکو، پاپایا، موز، کنار، انبه، زیتون محلی، بادام و هندوانه در آن کشت شود.
مهم‌ترین دشت‌های شهرستان کُنارک عبارتند از:
۱- دشت سرگان با ۸۴ هزار هکتار
۲- دشت کهیر با ۸۴ هزار هکتار
۳- دشت لاش و زرآباد با ۱۳۴ هزار هکتار

## رودخانه‌ها

### رودخانه کهیر
حوزه آبریز رودخانه کهیر در قسمت غرب حوزه کاجو و شرق حوزه رایج واقع شده‌است. سرشاخه‌های رودخانه‌های این حوزه از ارتفاعات شمالی حوزه یعنی کوه‌های مَکّران سرچشمه گرفته و رودخانه اصلی این حوزه از جهت شمال به جنوب جریان دارد. این رودخانه در مسیر خود از محل آبادی تنگ سرحد و تحت ملک و شهرستان نیکشهر نهایتاً آبادی کهیر عبور نموده و به دریای عمان می‌ریزد.

### رودخانه رایج کاریانی
سرشاخه رودخانه رایج از ارتفاعات شمالی رشته کوه مکران سر چشمه گرفته که پس از عبور از ارتفاعات مختلف و الحاق تعدادی آبراهه‌های مختلف نهایتاً از دشت زرآباد به دریای عمان می‌ریزد.

## پوشش گیاهی
از مهم‌ترین گونه‌های جنگلی این بخش می‌توان کهور، کلیر، گور گیاه، کلپوره، آویشن و … نام برد.
کلیر: مهم‌ترین محل رویش این گیاه سواحل جنوب استان بیشتر در ارتفاعات صفر تا ۱۰۰۰ متری است.
کلپوره: این گیاه در مناطق کوهستانی از ارتفاع ۱۱۰۰ تا ۱۹۰۰ متری و روی خاک‌های شنی یا در بین درز و شکاف سنگ‌ها رویش دارد. این گیاه برای امراض داخلی و گوارشی مفید است.
گور گیاه: نام محلی این گیاه ندگ (nadag)می‌باشد و بیشتر در آبراهه‌ها ی مناطق دشتی استان رشد و نمو دارد.
آویشن: نام محلی این گیاه ازگند و در نقاط کوهستانی از ارتفاع ۷۰۰ تا ۲۰۰۰ متری روی خاک‌های کم عمق و سبک می‌روید و برای رفع کهیر یا خارش ناشی از حساسیت مفید بوده و همچنین دارویی ضدسرفه است.

## جاذبه‌های طبیعی

### گل فشان
در شمال غرب چابهار و در ۲۰ کیلومتری روستای کهیر در زمینی مسطح، سه تپه کوچک گل فشان به ارتفاع ۵۰ متر وجود دارد. چشمه گل فشان کُنارک قسمت مرکزی ناحیه کرانه بلوچستان بوده و به «ناپگ» موسوم است. این اثر طی یکی از عوامل مهم مرفولوژیکی به وجود آمده و بیان گر فعالیت‌های تکنونیکی منطقه است. گل خروجی از این تپه به رنگ خاکستری فشرده و سرد بوده و بخار همراه ندارد و هنگام خروج گل از ترکیدن حباب صدایی شنیده می‌شود. گل خروجی از دهانه گل فشان به روی شیب ایجاد شده و از گل‌های قدیمی می‌لغزد که منظره‌ای زیبا و دیدنی را به وجود آورده‌است.

### چشمه شور عین
واقع در روستای شمه سر دهستان کهیر است. چشمه‌ای طبیعی با آبی زلال و خنک که به صورت جوی جاری می‌باشد.

### چشمه گواتر
واقع در روستای شمه سر دهستان کهیر چشمه‌ای طبیعی با آبی زلال و خنک که به صورت قطره‌ای از سینه کوه می‌چکد.
از دیگر غارها و چشمه‌های طبیعی به موارد زیر می‌توان اشاره نمود:
1. غار طبیعی کل بی بانک واقع در روستای حیدرآباد دهستان کهیر
2. ترومپک چشمه‌ای واقع در روستای شمه سر، پایین کوه ترومپک دهستان کهیر
3. غار گواتگل واقع در روستای شمه سر دهستان کهیر

دریا: امواج زیبای دریا نظر هر بیننده‌ای را به خود جلب می‌کند. ارتفاع این امواج گاهی به ۱۰ الی ۱۵ متر می‌رسد. در فصل بهار که بادهای موسمی از شبه قاره هند به این منطقه می‌وزد این امواج، چشم‌انداز زیبایی را برای ساحل ایجاد می‌کند.

### بندر ماهیگیری پزم تیاب
این بندر ماهیگیری دارای حدود ۵۰ قایق و ۸ لنج ماهیگیری بزرگ تا کوچک است. ساحل این بندر به شکل پلاژ و ماسه‌ای می‌باشد که از نظر گردشگری دارای اهمیت خاصی است.

### دماغه غاو
این دماغه، اسکله کنارک به طول ۱۲ الی ۱۳ کیلومتر می‌باشد. وجود یک خشکی طولانی به صورت طبیعی در وسط دریا چشم‌انداز بسیار زیبایی را ایجاد نموده‌است. این دماغه شبیه وال یا نهنگ است.

## جاذبه‌های تاریخی و مذهبی
خانه قدیمی الریان خان:
تنها اثر ثبت شده در شهرستان کُنارک می‌باشد. این اثر که در حدود ۱۲۰ سال پیش‌ساخته شده جزو اولین بناهای خشت و گلی به حساب می‌آید و متعلق به آقای چهارشنبه الریان از بزرگان کُنارک بوده‌است. اثر مذکور با زیر بنای حدود ۲۰۷ متر مربع در بافت قدیمی شهر کُنارک ساخته شده‌است.
این ساختمان حدود ۳/۵ متر ارتفاع دارد و مصالح آن بیشتر خشت و گل می‌باشد. ستون‌های زیبا و پنجره‌های چوبی قدیمی از عوامل تزئینی این بنا می‌باشد.
زیارت حاج حسین:
این بنا به صورت گنبدی شکل و بر روی تپه بنا شده‌است. این زیارتگاه نزدیک «زیارت شیخ فرج» ساخته شده‌است و مربوط به ۶۰ تا ۷۰ سال پیش است.
صنایع دستی:
شامل سوزن دوزی، حصیربافی، صدف کاری، طلاسازی، لنج‌سازی و توربافی می‌باشد.
سوزن دوزی یا بلوچی وزی
نوعی گلدوزی است با سوزن و دست روی پارچه؛ لباس زن بلوچ جامه خویش را سر دست‌ها تا روی شانه، دور یقه، مچ پا و دامن پیراهن سوزن دوزی می‌کند. نقوش عمدتاً به صورت اشکال هندسی و معمولاً رنگ‌های روشن و گرم مانند نارنجی و قرمز به عنوان رنگ‌های اصلی و رنگ‌های دیگر مثل سبز، سفید، سیاه و قهوه‌ای به عنوان رنگ‌های فرعی انتخاب می‌شود.
صدف کاری:
از صدف‌های دریا برای ساخت مجسمه‌های کوچک و تزئین در قاب و آینه استفاده می‌شود.
طلاسازی:
در برگیرنده نقش و طرح‌های بومی و ریزه کاری‌های فراوان است و تا حدودی تحت تأثیر شبه قاره هند می‌باشد.

## فرهنگ عامه

### پوشاک

#### لباس زنان و دختران
در چند تکه برجسته شامل بالاتنه (زی یا زیگ یا جیگ) قسمت روی شکم تا انتهای دامن (گفتان، گوپتان، پندول یا جیب)، سرآستین (آستونک) سر پاچه شلوار (شلوار دپ) است و نیز خود تکه یا سریگ که کمی بزرگ‌تر از چار قد است می‌بندند.

#### لباس مردان
تشکیل شده از پیراهن بلندی که تا سر زانوها و گاهی پایین‌تر بوده و به‌طور متوسط شامل پنج و نیم متر پارچه است که آن را «جامگ» می‌گویند. شلوار تشکیل شده از سه متر و نیم تا چهار متر پارچه و به جای کمربند نخی به نام «هنجک» یا «سرن بند» استفاده می‌شود. بعضی از مردان شال بر سر می‌پیچند که آن را «لنگته» یا «مندیل» یا «پاگ» می‌نامند.
و رنگ پوست بومیان کنارک اکثراً سبزه می‌باشد و سیاهان آفریقای‌تبار که در دوره برده داری برده افراد سرشناس و بزرگان قوم بلوچ بود نیز در این شهر دیده می‌شود که درزبان محلی مکرانی به (تی یا کوم) معروف هستن که بعد از روی کار آمدن رضا شاه از بردگی رهایی یافتند و به حقوق شهروندی مساوی با افراد جامعه دست یافتند

## خوراک
1. بتو ماش: نوعی غذای محلی که از ترکیب برنج و ماش می‌باشد. برای تهیه ابتدا ماش را سرخ کرده و با آسیاب دستی آسیاب کرده و ماش، برنج و آب را مخلوط نموده و در دوری می‌گذارند.
2. شودوده: نوعی غذای محلی است که از سرخ کردن خرما با روغن که گاهی به آن کنجد و بادام اضافه می‌شود تهیه می‌گردد.
3. ماشینگ: نوعی سوپ ماش که با نان خورده می‌شود.
4. کیش: مغز درخت خرمای جوان که شیرین و سفیدرنگ است.
5. دلگ: برنج کوبیده شده که با آب به صورت شل تهیه می‌شود.
6. ناروش: خورش که اغلب با خورش ماهی (کو گئرت) و خورش مرغ مصرف می‌شود.
7. بریانی: مانند استامبولی است و طبخ آن با مرغ و ماهی است و به همراه ادویه فراوان و تند مصرف می‌کنند.
8. انباغ: مرغ را ریش‌ریش کرده و به همراه شنبلیله کاملاً سرخ می‌کنند.
9. شیلانچ: کشک را در هاون می‌کوبند و با آب و کمی روغن داغ می‌کنند.
10. تباهگ: گوسفند را در زمستان پس از ذبح و درآوردن پوست در هوای آزاد به ریسمانی می‌آویزند تا خشک شود و به آن کمی آب انار و نمک می‌زنند. این گوسفند خشک شده را در طول زمستان تکه‌تکه کرده و می‌خورند و گاه نیز همراه آن برنج مصرف می‌کنند.

انواع نان‌ها
1. حمیر: مانند نان تافتون است.

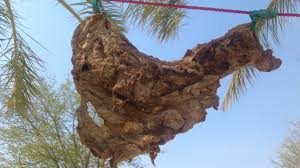
غذای محلی تباهگ

2. تی موش: نان نازکی است نازک‌تر از لواش که آن را «فطیر» هم می‌گویند چون با خمیر بی‌مایه درست می‌شود.
3. نان تنوری روغنی: حلکاری
4. نان ذرت: سوهر=ذرت قرمز
5. نان کماچ یا ریگی
6. نان روغنی رو تابه (دک)